# Melanoides pupiformis
Melanoides pupiformis es una especie de molusco gasterópodo de la familia Thiaridae en el orden de los Mesogastropoda.

## Distribución geográfica
Es  endémica de Malaui.

## Hábitat
Su hábitat natural son: lagos de agua dulce.

## Estado de conservación
Se encuentra amenazada de extinción por la pérdida de su hábitat natural.